# هانک رومه
هانک رومه (به انگلیسی: Hanneke Wrome) یک کشتی بود که طول آن 130-Foot (40 M) بود.